# Premi Maria Rius
El Premi Maria Rius va néixer l'any 2018 impulsat per les llibreries La Caixa d'Eines i Laie amb l'objectiu de ressaltar la trajectòria d'un il·lustrador que hagi destacat en el camp de la il·lustració de llibres infantils, esdevenint un referent important per apropar la lectura als més petits, a l’hora que constitueixi una expressió artística pròpia. El 2020 la Caixa d'Eines es va separar del projecte, i des de llavors l'impulsa Laie en col·laboració amb: 
- IBBYcat (Consell Català del Llibre Infantil i Juvenil)
- APIC
- Associació de Mestres Rosa Sensat

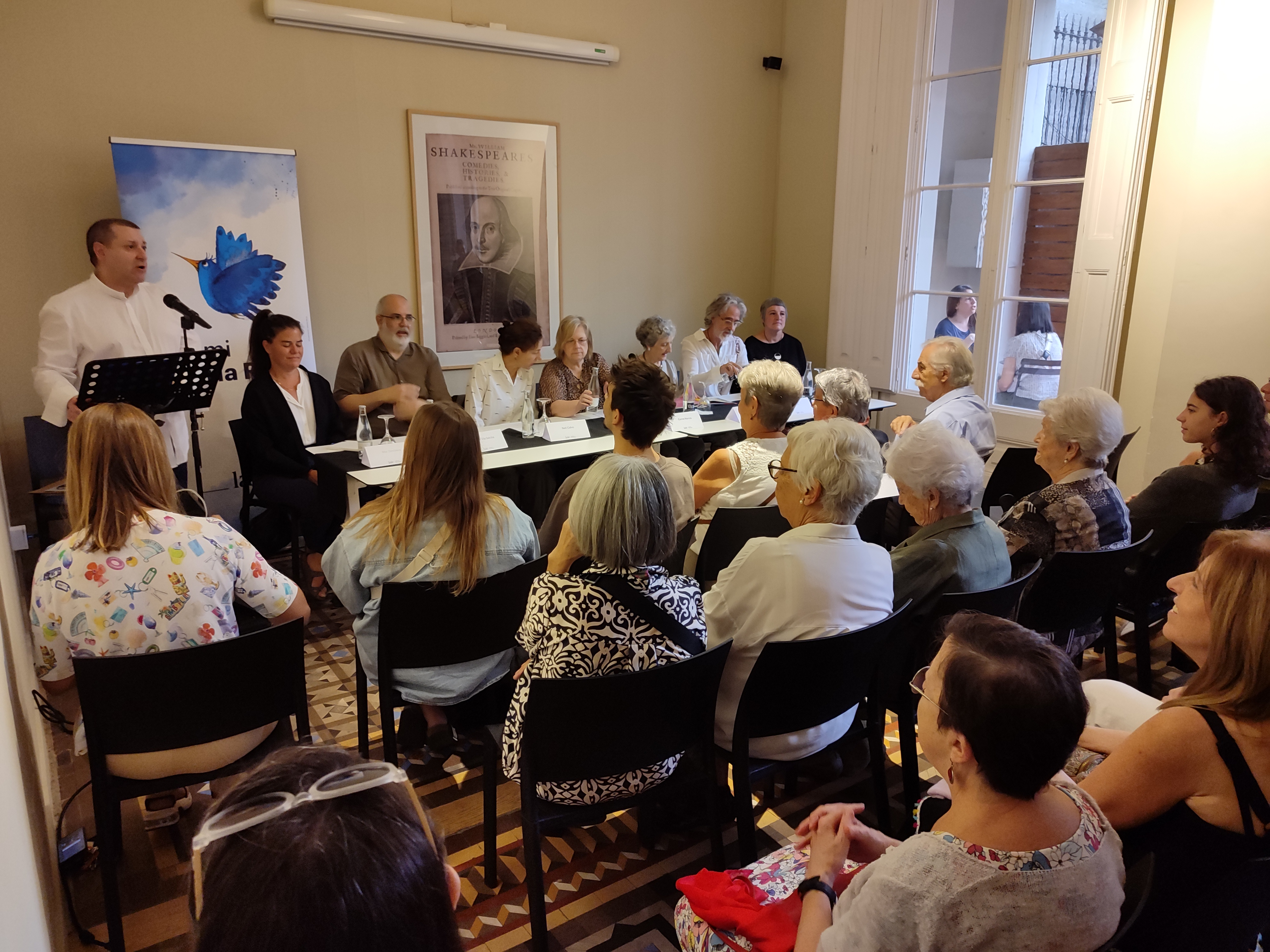
Lliurament dels Premis Maria Rius i Maria Rius d'Honor 2023 a Laie Pau Claris

- Lliurament dels Premis Maria Rius i Maria Rius d'Honor 2023 a Laie Pau ClarisBIBBOTÓ (Grup de treball Biblioteques Infantils i Juvenils del COBDC)

## Guardonats
- 2018 - Maria Rius
- 2019 - Fina Rifà i Francesc Vila Rufas (Cesc)[2]
- 2020 - Arnal Ballester i Carme Peris.[3]
- 2021 - Roser Capdevila i Josep Lluís Martínez (Picanyol)[4]
- 2022 - Gustavo Ariel Rosemffet (Gusti)[5] i Cavall Fort.[6]
- 2023 - Jordi Vila Delclòs i Editorial Joventut.
- 2024 - Cristina Losantos i Montserrat Ginesta.